# 中島卓也 (声優)
中島 卓也（なかしま たくや、8月5日 - ）は、日本の男性声優。富山県出身。アライズプロジェクト所属。

## 略歴
声優になろうと思ったきっかけは、テレビアニメ『ふしぎ遊戯』の鬼宿（たまほめ）のかっこよさに憧れて。演じてみたいキャラクターとして、ロボットに乗るキャラクターを挙げている。
日本ナレーション演技研究所出身。

## 人物
方言は富山弁。特技は水泳。趣味はジョギング、映画鑑賞、読書。資格は危険物取扱者乙1 - 6種、第2種電気工事士、ボイラー技士2級を持っている。

## 出演
太字はメインキャラクター。

### テレビアニメ
2017年
- クロックワーク・プラネット（オペレーター）
- アイドルマスター SideM（観客）

2018年
- だがしかし2（コンビニ店員 元木）
- ゴールデンカムイ（兵士達）
- アンゴルモア 元寇合戦記（手下、国府の男、尽太、蒙古兵、フンビシ 他）
- 夢王国と眠れる100人の王子様（ロース）
- 中間管理録トネガワ（新人黒服A）
- FAIRY TAIL（2018年 - 2025年、商人、オロチ、ラング将軍、ウルフェン、アルタ・フェイス 他） - 2シリーズ
- ゾンビランドサガ（観客2）

2019年
- ブギーポップは笑わない（警察官、教師）
- どろろ（侍B、手下E）
- ドメスティックな彼女（男性教師B）
- Bラッパーズ ストリート（2019年 - 2020年、ビッグ・ブー、ディス山先生、園児B、土偶大帝ドグラウドラ、プーケッツ島民）
- ヴィンランド・サガ（2019年 - 2023年、村人、アシェラッド傭兵団員、イングランド軍兵士、デンマーク軍兵士、モグラ 他） - 2シリーズ
- ダンベル何キロ持てる?（参拝者）
- ノー・ガンズ・ライフ
- 爆丸バトルプラネット（2019年 - 2020年、タリノ）
- GRANBLUE FANTASY The Animation Season 2（市民）

2020年
- 痛いのは嫌なので防御力に極振りしたいと思います。（ギルドマスター1、ギルド兵5）
- ソマリと森の神様（人狩り）
- 天晴爛漫!（牢屋敷見張り、蒸気船機関士、路地裏の男、記者、レーサー 他）
- 呪術廻戦（2020年 - 2021年、生徒、少年、ファン、男子生徒、池澤 他）
- 無能なナナ（飯島モグオ）
- 禍つヴァールハイト -ZUERST-（隊員、ヘッドキーパーの協力者、祭壇の村の村人、小隊長、ギュレス 他）
- くまクマ熊ベアー（2020年 - 2023年、ギル、ボッツ） - 2シリーズ
- キミと僕の最後の戦場、あるいは世界が始まる聖戦（統括隊長、星霊部隊の衛兵B、鎮圧部隊の隊員B、大臣）
- 魔王城でおやすみ（レッドシベリアン）

2021年
- 俺だけ入れる隠しダンジョン（理事長、ギルドマスター、メガネ、観客D、リーダー 他）
- スケートリーディング☆スターズ（記者）
- ログ・ホライズン 円卓崩壊（タピ岡、大地人、小太郎、tate脇）
- 文豪ストレイドッグス わん!（送り主、要人）
- ゴジラ S.P ＜シンギュラポイント＞（キャスターB、レポーター、救難隊員、観測員）
- EDENS ZERO（2021年 - 2023年、執事ボット、エルシーの部下、5号、ギロン、ゾーイ 他） - 2シリーズ
- 宇宙なんちゃら こてつくん（2021年 - 2022年、学生、商店街のおじさん、アランの友だち）
- 究極進化したフルダイブRPGが現実よりもクソゲーだったら（観客）
- SDガンダムワールド ヒーローズ（賞金稼ぎ）
- ヴァニタスの手記（紳士C、仮面の男〈蜘蛛〉）
- チート薬師のスローライフ〜異世界に作ろうドラッグストア〜（おじさん、エルフ、部下たち）
- 迷宮ブラックカンパニー（社畜4、ガドイン、エルフ2、モグラ2、巨大ヤゴ魔物 他）
- 月が導く異世界道中（2021年 - 2024年、ハヤト、従者、生徒、カクン、狼 他） - 2シリーズ
- SCARLET NEXUS（兵士A、部下）
- Sonny Boy（加賀、スス頭、生徒）
- 精霊幻想記（2021年 - 2024年、ゴン、ローラン＝クレール） - 2シリーズ
- キングダム（2021年 - 2022年、タジフ、昧広） - 2シリーズ

2022年
- 佐々木と宮野（男子、白浜恭司、アナウンス、ホームアナウンス、担任の先生 他）
- 魔法使い黎明期（暴虐の手下、御者、暴虐の父、獣落ちのお頭）
- 勇者、辞めます（ゴブリンB、子分C、領主、部下B、魔族A）
- Extreme Hearts（監督、担当）
- シャインポスト（八百屋、客、選考委員、スタッフ、ファン 他）
- アオアシ（多摩体選手）
- 転生したら剣でした（奴隷商人の部下、ステンズ、ビクトル）
- 新米錬金術師の店舗経営（ジズド、男A、リガレカス、盗賊B）
- チェンソーマン（部下B）
- モブサイコ100 III（地球信者、依頼人、住人A）
- うる星やつら (2022)（2022年 - 2024年、男子生徒、男子、鬼、岡っ引、サングラス 他） - 2シリーズ
- 恋愛フロップス（兵士）
- 不徳のギルド（センリク・テツタイト）

2023年
- 解雇された暗黒兵士（30代）のスローなセカンドライフ（村人B、兵士C、仲間、仲間A、村人A 他）
- 冰剣の魔術師が世界を統べる（セッツョ＝ラキーケ、サレナト＝ショー）
- 魔術士オーフェンはぐれ旅 シリーズ（客引き、宿泊客、エドの道場 練習生、シーク、酒場の客） - 2シリーズ
- とんでもスキルで異世界放浪メシ（オークジェネラル、コボルト、オルトロス、護衛C、護衛たち）
- 文豪ストレイドッグス（運転手、殺し屋、兵士G、大使B、強盗 他） - 2シリーズ
- 火狩りの王（2023年 - 2024年、火狩り、燻家当主、神族） - 2シリーズ
- 最強陰陽師の異世界転生記（業者）
- おかしな転生（盗賊2、賊3、従士、貴族1）
- Helck（ドルーシ）
- アンデッドガール・マーダーファルス（ビョルン）
- シャングリラ・フロンティア（2023年 - 2024年、プレイヤー、NPC店主、マッドフロッグ、男性プレイヤーB、ケッチャム）
- 葬送のフリーレン（衛兵隊長）
- 魔法使いの嫁 SEASON2（サージェント家追手）
- 君のことが大大大大大好きな100人の彼女（カメラマン）
- 七つの大罪 黙示録の四騎士（盗賊）

2024年
- 勇気爆発バーンブレイバーン（副司令官、アパッチ・パイロット、海自潜水艦攻撃指揮官、TSパイロットA）
- 望まぬ不死の冒険者（冒険者）
- 即死チートが最強すぎて、異世界のやつらがまるで相手にならないんですが。（市民、職員B、国王、デイヴィッド）
- 青の祓魔師 シリーズ（2024年 - 2025年、観光客、祓魔師、賢座庁の祓魔師、雪原人） - 2シリーズ
- となりの妖怪さん（ヒヒ先生、中川純一郎、若い太善坊、レイナルド、コトネ父 他）
- 神は遊戯に飢えている。（使徒、アル）
- ただいま、おかえり（親族）
- 喧嘩独学（久保）
- ブルーアーカイブ The Animation（PMC兵）
- 魔王軍最強の魔術師は人間だった（トロール、住民A、セフィーロ兵、魔王の従者A、オーク 他）
- 多数欠（中年男、男）
- 2.5次元の誘惑（カメコE、カメコF）
- デリコズ・ナーサリー（トルステン）

2025年
- 外れスキル《木の実マスター》 〜スキルの実（食べたら死ぬ）を無限に食べられるようになった件について〜（人型アンデッド）
- いずれ最強の錬金術師?（パッカード）
- 魔神創造伝ワタル（村人A）
- Dr.STONE SCIENCE FUTURE（研究員、ゼノ兵） - 2シリーズ
- チ。-地球の運動について-（親方）
- 全修。（町民たち）
- ボールパークでつかまえて!（ナレーション）
- 完璧すぎて可愛げがないと婚約破棄された聖女は隣国に売られる（側近、貴族）
- ざつ旅-That's Journey-（芸人）
- GUILTY GEAR STRIVE: DUAL RULERS（部下）
- 神統記（テオゴニア）（ラグ村男性、オーグ族兵士）
- LAZARUS ラザロ（警備員）
- 機動戦士Gundam GQuuuuuuX
- フェルマーの料理（小崎委員）
- 気絶勇者と暗殺姫（大男）
- 強くてニューサーガ（御者B）

### 劇場アニメ
- ANEMONE/交響詩篇エウレカセブン ハイエボリューション（2018年）
- 映画 妖怪ウォッチ FOREVER FRIENDS（2018年）
- プリンセス・プリンシパル Crown Handler（2021年 - 2023年、警察官、貴族） - 2作品[一覧 14]
- 劇場版 七つの大罪 光に呪われし者たち（2021年）
- 映画 佐々木と宮野ー卒業編ー（2023年、白浜恭司）
- 機動戦士ガンダムSEED FREEDOM（2024年）
- コードギアス 奪還のロゼ（2024年、管制官）

### Webアニメ
- めんトリ（2017年、大学生）
- 攻殻機動隊 SAC_2045（2020年、PMCオプシディアン社長、SP）
- 爆丸アーマードアライアンス（2020年 - 2021年、町長、売人の男(1)、隊員3、タリノ）
- バトルスピリッツ 赫盟のガレット（2020年 - 2021年、青年B、モーブの男）
- T・Pぼん（2024年、仕立屋、アイザック、奴隷長）

### ゲーム
2014年
- ファイナルファンタジーXIV: 新生エオルゼア（偽鉄仮面卿役〈パッチ3.4〜〉）

2015年
- LORD of VERMILION Re:3（ヘラクレス）

2017年
- ファイナルファンタジーXIV: 紅蓮の解放者（スサノオ）
- フィギュアヘッズ（マクシム）
- LORD of VERMILION IV（ドーザ、タイタン、鞍馬鬼一坊、エラトマ、シロ）

2018年
- るるたるイデア（モリー）
- LORD of VERMILION IV（ニャルラトホテプ）

2019年
- アルテイルNEO（魔獣王スカリオン）
- 蒼天のスカイガレオン（おやじ）
- ルチアーノ同盟（ジュウ）

2020年
- 聖闘士星矢 ライジングコスモ（暗黒フェニックス、黄泉の骸骨兵）

2022年
- チョコボGP（タイタン、バハムート）
- SDガンダム バトルアライアンス（コード；マクスウェルズ、連邦兵〈HATH〉）

2023年
- BLUE PROTOCOL

2024年
- 呪術廻戦 戦華双乱

2025年
- 機動戦士ガンダム U.C. ENGAGE（オルボ・マルシェフ）
- HUNDRED LINE -最終防衛学園-（第8部隊長バラガルーソ）

### ドラマCD
- エスケープジャーニー（2016年）
- 双子の魔法使いリコとグリ スィートドラマ1（2017年、郵便屋さん）
- ペンデュラム-獣人オメガバース-（2017年、カイの父）

### 吹き替え
- アナライザー
- ホワイトゴールド（ブレンダン、ベン）
- ロッコーのモダンライフ 〜ハイテクな21世紀〜

### 舞台
- STUDENT（2017年）[31]

## ディスコグラフィ

### キャラクターソング
| 発売日        | 商品名              | 歌                | 楽曲                    | 備考                                                     |
| ------------- | ------------------- | ----------------- | ----------------------- | -------------------------------------------------------- |
| 2019年5月20日 | Bラッパーズのテーマ | Bラッパーズクルー | 「Bラッパーズのテーマ」 | テレビアニメ『Bラッパーズ ストリート』エンディングテーマ |